# Division 1 1985-86
La Division 1 1985-86 fue la 47.ª temporada del fútbol francés profesional. Paris Saint-Germain FC resultó campeón con 55 puntos, obteniendo su primer título.

## Equipos participantes
| Equipo                 | Ciudad      | Estadio                 |
| ---------------------- | ----------- | ----------------------- |
| AJ Auxerre             | Auxerre     | L'Abbé-Deschamps        |
| SEC Bastia             | Bastia      | Armand Cesari           |
| FCG Bordeaux           | Burdeos     | Jacques Chaban-Delmas   |
| Stade Brest            | Brest       | Francis-Le Blé          |
| Stade Laval            | Laval       | Francis Le Basser       |
| Le Havre AC            | El Havre    | Jules Deschaseaux       |
| RC Lens                | Lens        | Félix Bollaert          |
| Lille OSC              | Lille       | Grimonprez Jooris       |
| Olympique de Marseille | Marsella    | Vélodrome               |
| FC Metz                | Metz        | Saint-Symphorien        |
| AS Monaco FC           | Mónaco      | Luis II                 |
| AS Nancy               | Nancy       | Marcel Picot            |
| FC Nantes              | Nantes      | La Beaujoire            |
| OGC Nice               | Niza        | Du Ray                  |
| Paris Saint-Germain    | París       | Parque de los Príncipes |
| Stade Rennes           | Rennes      | Route de Lorient        |
| FC Sochaux             | Sochaux     | Auguste Bonal           |
| RC Strasbourg          | Estrasburgo | La Meinau               |
| Sporting Toulon Var    | Tolón       | Bon Rencontre           |
| Toulouse FC            | Toulouse    | Stadium de Toulouse     |

## Tabla de posiciones
| Pos. | Equipo                  | Pts. | PJ | G  | E  | P  | GF | GC | Dif. | Clasificación                                |
| ---- | ----------------------- | ---- | -- | -- | -- | -- | -- | -- | ---- | -------------------------------------------- |
| 1    | Paris Saint-Germain (C) | 56   | 38 | 23 | 10 | 5  | 66 | 33 | +33  | Clasificado a la Copa de Campeones de Europa |
| 2    | Nantes                  | 53   | 38 | 20 | 13 | 5  | 53 | 27 | +26  | Clasificado a la Copa de la UEFA             |
| 3    | Bordeaux                | 49   | 38 | 18 | 13 | 7  | 55 | 46 | +9   | Clasificado a la Recopa de Europa            |
| 4    | Toulouse                | 43   | 38 | 18 | 7  | 13 | 59 | 44 | +15  | Clasificado a la Copa de la UEFA             |
| 5    | Lens                    | 43   | 38 | 15 | 13 | 10 | 51 | 43 | +8   | Clasificado a la Copa de la UEFA             |
| 6    | Metz                    | 42   | 38 | 15 | 12 | 11 | 53 | 34 | +19  |                                              |
| 7    | Auxerre                 | 41   | 38 | 16 | 9  | 13 | 45 | 39 | +6   |                                              |
| 8    | Nice                    | 39   | 38 | 14 | 11 | 13 | 39 | 44 | −5   |                                              |
| 9    | Monaco                  | 37   | 38 | 9  | 19 | 10 | 49 | 42 | +7   |                                              |
| 10   | Lille                   | 36   | 38 | 13 | 10 | 15 | 40 | 49 | −9   |                                              |
| 11   | Laval                   | 35   | 38 | 11 | 13 | 14 | 39 | 47 | −8   |                                              |
| 12   | Marseille               | 34   | 38 | 11 | 12 | 15 | 43 | 39 | +4   |                                              |
| 13   | Rennes                  | 34   | 38 | 12 | 10 | 16 | 36 | 41 | −5   |                                              |
| 14   | Brest                   | 34   | 38 | 13 | 8  | 17 | 53 | 63 | −10  |                                              |
| 15   | Sochaux                 | 34   | 38 | 11 | 12 | 15 | 47 | 57 | −10  |                                              |
| 16   | Toulon                  | 33   | 38 | 9  | 15 | 14 | 43 | 46 | −3   |                                              |
| 17   | Le Havre                | 33   | 38 | 11 | 11 | 16 | 49 | 53 | −4   |                                              |
| 18   | Nancy                   | 33   | 38 | 13 | 7  | 18 | 45 | 51 | −6   | Acceso a promoción de permanencia            |
| 19   | Strasbourg (D)          | 31   | 38 | 10 | 11 | 17 | 36 | 54 | −18  | Descenso a Division 2                        |
| 20   | Bastia (D)              | 20   | 38 | 5  | 10 | 23 | 30 | 79 | −49  | Descenso a Division 2                        |

 Fuente: footballdatabase.eu

## Resultados
| Local \ Visitante   | AUX | BAS | BOR | BRE | LAV | LHV | LEN | LIL | MAR | MET | MOC | NAC | NAT | NIC | PSG | SOC | STR | REN | TON | TOL |
| ------------------- | --- | --- | --- | --- | --- | --- | --- | --- | --- | --- | --- | --- | --- | --- | --- | --- | --- | --- | --- | --- |
| Auxerre             | —   | 2–0 | 2–2 | 1–2 | 2–0 | 3–0 | 0–0 | 2–0 | 2–0 | 2–1 | 1–0 | 3–0 | 0–0 | 1–2 | 0–1 | 3–2 | 2–0 | 1–0 | 0–0 | 2–1 |
| Bastia              | 0–0 | —   | 0–2 | 3–2 | 0–0 | 2–1 | 0–1 | 2–0 | 0–3 | 0–0 | 0–0 | 2–2 | 2–3 | 0–1 | 2–4 | 0–0 | 2–0 | 0–2 | 2–1 | 0–2 |
| Bordeaux            | 0–0 | 2–2 | —   | 4–0 | 2–1 | 5–3 | 2–1 | 1–1 | 2–1 | 3–1 | 5–1 | 1–0 | 2–1 | 1–0 | 0–0 | 1–1 | 1–0 | 3–2 | 2–1 | 1–1 |
| Brest               | 1–3 | 7–0 | 0–1 | —   | 2–1 | 1–1 | 2–0 | 1–1 | 2–1 | 1–1 | 2–1 | 0–2 | 1–3 | 1–1 | 1–1 | 3–1 | 2–1 | 2–1 | 2–1 | 2–2 |
| Laval               | 0–0 | 1–0 | 0–0 | 0–0 | —   | 2–2 | 2–1 | 2–2 | 1–0 | 1–1 | 0–0 | 2–0 | 0–0 | 2–1 | 2–2 | 3–1 | 4–1 | 1–0 | 2–0 | 3–2 |
| Le Havre            | 3–3 | 5–2 | 0–1 | 2–0 | 1–1 | —   | 3–0 | 0–0 | 1–0 | 0–0 | 1–1 | 2–0 | 0–1 | 1–2 | 1–2 | 1–0 | 4–1 | 1–0 | 4–3 | 1–0 |
| Lens                | 2–1 | 6–0 | 1–0 | 1–0 | 3–1 | 4–1 | —   | 1–4 | 2–1 | 0–0 | 1–1 | 1–0 | 0–0 | 2–0 | 2–3 | 3–1 | 0–0 | 0–0 | 1–1 | 2–0 |
| Lille               | 0–1 | 2–2 | 1–0 | 3–1 | 1–3 | 0–0 | 1–0 | —   | 0–0 | 1–0 | 2–2 | 3–1 | 0–0 | 1–0 | 2–0 | 2–1 | 2–0 | 2–0 | 1–0 | 2–0 |
| Marseille           | 2–1 | 0–0 | 4–0 | 3–0 | 4–0 | 1–1 | 3–3 | 1–0 | —   | 0–0 | 2–2 | 2–3 | 1–0 | 2–1 | 0–0 | 1–2 | 0–1 | 1–2 | 2–3 | 1–1 |
| Metz                | 2–0 | 3–0 | 2–3 | 3–1 | 2–1 | 3–0 | 2–3 | 4–0 | 3–0 | —   | 3–2 | 3–1 | 0–0 | 3–0 | 3–1 | 2–0 | 0–0 | 4–1 | 0–2 | 1–1 |
| Monaco              | 1–0 | 2–1 | 9–0 | 3–1 | 1–1 | 2–2 | 1–2 | 3–2 | 0–0 | 0–0 | —   | 1–1 | 1–1 | 0–1 | 1–1 | 1–0 | 2–0 | 1–0 | 0–2 | 3–0 |
| Nancy               | 1–0 | 4–1 | 1–1 | 2–0 | 1–0 | 3–0 | 2–1 | 3–0 | 0–2 | 0–2 | 1–1 | —   | 1–3 | 3–0 | 1–0 | 3–0 | 1–1 | 0–0 | 5–3 | 0–1 |
| Nantes              | 2–1 | 2–0 | 0–0 | 3–1 | 1–0 | 2–1 | 4–0 | 5–1 | 0–2 | 1–0 | 1–1 | 2–0 | —   | 1–1 | 2–0 | 3–2 | 2–0 | 1–0 | 1–1 | 1–0 |
| Nice                | 1–1 | 1–0 | 1–1 | 2–2 | 0–0 | 0–3 | 1–1 | 0–0 | 1–0 | 2–0 | 1–0 | 3–1 | 0–0 | —   | 0–0 | 2–0 | 5–1 | 2–1 | 2–1 | 3–1 |
| Paris Saint-Germain | 4–0 | 3–1 | 1–0 | 2–0 | 5–1 | 1–0 | 2–2 | 3–0 | 2–0 | 2–1 | 1–0 | 2–0 | 2–1 | 3–2 | —   | 4–1 | 1–1 | 1–0 | 1–0 | 3–0 |
| Sochaux             | 2–0 | 2–0 | 2–1 | 4–2 | 1–0 | 1–1 | 1–3 | 3–1 | 1–1 | 1–2 | 1–1 | 1–1 | 1–1 | 2–0 | 1–1 | —   | 3–1 | 0–0 | 1–0 | 4–1 |
| Strasbourg          | 1–3 | 6–1 | 3–2 | 0–1 | 2–1 | 2–1 | 0–0 | 2–1 | 0–0 | 0–0 | 1–1 | 1–0 | 1–2 | 2–0 | 1–0 | 3–0 | —   | 1–1 | 1–1 | 0–3 |
| Rennes              | 4–1 | 3–1 | 0–0 | 0–4 | 1–0 | 2–1 | 2–0 | 2–0 | 1–2 | 0–0 | 0–1 | 1–0 | 0–0 | 2–0 | 2–3 | 0–0 | 1–1 | —   | 1–0 | 2–1 |
| Toulon              | 0–1 | 1–1 | 1–1 | 2–3 | 3–0 | 1–0 | 0–0 | 1–1 | 0–0 | 2–1 | 1–1 | 1–0 | 0–0 | 4–0 | 1–1 | 2–2 | 1–0 | 1–1 | —   | 1–1 |
| Toulouse            | 2–0 | 3–1 | 1–2 | 2–0 | 2–0 | 1–0 | 1–1 | 1–0 | 1–0 | 2–0 | 2–1 | 4–1 | 4–2 | 0–0 | 1–3 | 3–0 | 3–0 | 4–1 | 4–0 | —   |

### Promoción de permanencia
| Equipo 1 | Agr. | Equipo 2 | Ida | Vuelta |
| -------- | ---- | -------- | --- | ------ |
| Nancy    | 3–2  | Mulhouse | 3–0 | 0–2    |

- AS Nancy permanece en Division 1

Promovidos de la Division 2, quienes jugarán en la Division 1 1986/87:
- RC Paris: Campeón de la Division 2, ganador de la Division 2 grupo B
- AS Saint-Étienne: Subcampeón, ganador de la Division 2 grupo B

## Goleadores
| #  | Jugador                | Nacionalidad        | Club                             | Goles |
| -- | ---------------------- | ------------------- | -------------------------------- | ----- |
| 1  | Jules Bocandé          | Senegal             | FC Metz                          | 23    |
| 2  | Dominique Rocheteau    | Francia             | Paris Saint-Germain              | 19    |
| -  | Víctor Rogelio Ramos   | Argentina           | Sporting Toulon Var              | 19    |
| 4  | Vahid Halilhodžić      | RFS Yugoslavia      | FC Nantes Atlantique             | 18    |
| 5  | Abdelkrim Merry Krimau | Marruecos           | Le Havre AC                      | 17    |
| 6  | Uwe Reinders           | Alemania Occidental | Bordeaux                         | 15    |
| 7  | Gérard Buscher         | Francia             | Stade Brest                      | 14    |
| -  | Chérif Oudjani         | Argelia             | Stade Lavallois                  | 14    |
| -  | Pascal Marini          | Francia             | Stade Brest                      | 14    |
| 10 | Bernard Genghini       | Francia             | AS Monaco                        | 13    |
| -  | Bernard Bureau         | Francia             | Lille                            | 13    |
| 12 | Gérard Soler           | Francia             | SEC Bastia (6) Lille (5)         | 11    |
| -  | Yannick Stopyra        | Francia             | Toulouse FC                      | 11    |
| -  | Patrick Cubaynes       | Francia             | SEC Bastia (4) RC Strasbourg (7) | 11    |
| 15 | Patrice Garande        | Francia             | Auxerre                          | 10    |
| -  | Jean-Marc Ferreri      | Francia             | Auxerre                          | 10    |
| -  | Venancio Ramos         | Uruguay             | RC Lens                          | 10    |
| -  | Louis Marcialis        | Francia             | AS Nancy                         | 10    |
| -  | Stéphane Paille        | Francia             | FC Sochaux                       | 10    |
| -  | François Brisson       | Francia             | RC Strasbourg                    | 10    |
| -  | Jorge Domínguez        | Argentina           | OGC Nice                         | 10    |
| -  | Safet Sušić            | RFS Yugoslavia      | Paris Saint-Germain FC           | 10    |
| -  | Albert Emon            | Francia             | Sporting Toulon Var              | 10    |
| -  | Alberto Márcico        | Argentina           | Toulouse FC                      | 10    |
| -  | Gérald Passi           | Francia             | Toulouse FC                      | 10    |